# Belizár (opera)
A Belizár (olaszul: Belisario) Gaetano Donizetti háromfelvonásos operája (opera seria), melyet 1835 októbere és 1836 januárja között komponált. A szövegkönyvet Salvadore Cammarano írta, mely Eduard von Schenk eredeti drámájának Luigi Marchionni általi adaptációján alapszik. A művet 1836. február 4-én mutatták be először a velencei La Fenicében. Magyarországon a színmű a Pesti Magyar Színház, az első nemzeti színház 1837-es nyitó előadása volt, az operát 1841-től játsszák.

## Szereplők
| Szereplő                                              | Hangfekvés   | Az ősbemutató szereposztása |
| ----------------------------------------------------- | ------------ | --------------------------- |
| Antonina, Belizár felesége                            | szoprán      | Carolina Ungher             |
| Irene, a lánya                                        | mezzoszoprán | Antonietta Vial             |
| Belizár, bizánci hadvezér                             | bariton      | Celestino Salvatori         |
| Justinianus, bizánci császár                          | basszus      | Saverio Giorgi              |
| Alamirus, fogoly                                      | tenor        | Ignazio Pasini              |
| Eudora                                                | szoprán      | Amalia Badessi              |
| Eutropius, a királyi őrség vezére                     | tenor        | Adone Dell’Oro              |
| Eusebius, börtönőr                                    | basszus      | Giovanni Rizzi              |
| Ottarius                                              | basszus      | Giovanni Rizzi              |
| Szenátorok, veteránok, pásztorok, őrök, foglyok, nép. |              |                             |

## Cselekménye
Belizár győzedelmesen tér vissza Bizáncba, ahol felesége, Antonina, azt gondolva, hogy férje a felelős a fiuk haláláért, fel akarja jelenteni férjét a császárnál. Belizár szabadságot kér foglyai számára, de Alamirus mégis mellette maradna. A hadvezért a szenátus elé hívják és meggyanúsítják, hogy fontos bizonyítékokat hamisított meg. Börtönbe vetik. Cellája előtt Alamirus dühkitöréssel fogadja a hírt, hogy gazdáját megvakíttatásra és száműzetésre ítélték. Bosszút esküszik Bizánc ellen. Fiúnak álcázva Irene érkezik és elkíséri apját a száműzetésbe. Véletlenül kihallgatják, amint Alamirus és Ottarius Bizánc ostromát tervezik. Belizár dühében Alamirusra ront. A dulakodásban Irene észrevesz Alamirus nyakán egy kereszt alakú sebhelyet és ebből rájön, hogy a férfi nem más, mint halottnak hitt testvére. Alamirus végül megostromolja és beveszi Bizáncot, de a csatában Belizár halálos sebet kap. Halálos ágyánál a bűntudata miatt nyugtalan Antonina felfedi, hogy ő árulta be a császárnál.